# Gradinarovo
Gradinarovo (bulgariska: Градинарово) är ett distrikt i Bulgarien.   Det ligger i kommunen Obsjtina Provadija och regionen Oblast Varna, i den östra delen av landet, 300 km öster om huvudstaden Sofia.
Trakten runt Gradinarovo består till största delen av jordbruksmark. Runt Gradinarovo är det ganska glesbefolkat, med 38 invånare per kvadratkilometer.